# Girolamo Colonna
Girolamo Colonna (Orsogna, 23 de marzo de 1604 - Finale Ligure, 4 de septiembre de 1666) fue un noble y eclesiástico italiano. 

## Biografía
Nacido en el seno de la antigua e ilustre familia Colonna, fue el segundo de los once hijos de Filippo I Colonna, que fue duque de Paliano y Gran Condestable del reino de Nápoles, y de Lucrezia Tomacelli.
Doctorado in utroque iure por la Universidad de Alcalá, fue nombrado sumiller de cortina del rey Felipe IV de España, que lo recomendó al papa Urbano VIII para el cardenalato.  Fue creado cardenal in pectore en el consistorio de 1627; publicada su creación en 1628, recibió el título de Sant'Agnese in Agone, que a lo largo de su vida cambió por los de Santa Maria en Cosmedin (1639), Sant'Angelo en Pescheria (1644), San Eustaquio (1644), San Silvestro en Capite (1652), Santa Maria en Trastevere (1653), San Lorenzo en Lucina (1659) y Frascati (1661). 
A lo largo de su carrera eclesiástica fue arcipreste de la Basílica de San Juan de Letrán, arzobispo de Bolonia entre 1632-45, cardenal protector de los cartujos, de Cataluña, de Cerdeña y del Sacro Imperio Romano Germánico, miembro del Santo Oficio, de la Congregación de Ritos, de la Congregación del Concilio y de la Congregación para los Obispos, y embajador de la Santa Sede en España. Participó en el cónclave de 1644 en que fue elegido papa Inocencio X y en el de 1655 en que lo fue Alejandro VII. Fue también consejero de estado de Felipe IV y de la Junta de Regencia. 
Tras la muerte de su padre en 1639 y de su hermano mayor Federico en el asedio de Tarragona de 1641, Girolamo heredó los títulos de nobleza de la familia: príncipe y duque de Paliano, Gran Condestable del reino de Nápoles, duque de Tagliacozzo y de Marino, conde de Ceccano, marqués de Cave y señor de Genazzano, Anticoli, Vico, Giuliano, Collepardo, Morulo, Piglio, Pofi, Ripi, Rocca di Cave, Rocca di Papa, Sgurgola y Salvaterra.
En 1666, tras haber oficiado en Madrid la boda por procurador del emperador Leopoldo I con la infanta Margarita Teresa de Austria, formaba parte del séquito que debía acompañar a ésta a Viena, pero murió de camino en el monasterio de dominicos de Finale Ligure; su cuerpo, sepultado inicialmente en este cenobio, fue trasladado seis años después a la capilla Colonna de San Juan de Letrán.
Su hermano Marcantonio le sucedió en sus títulos nobiliarios. 